# Donja Šušaja
Donja Šušaja (cyr. Доња Шушаја) – wieś w Serbii, w okręgu pczyńskim, w gminie Preševo. W 2002 roku liczyła 342 mieszkańców.